# 安芸太田病院
安芸太田病院（あきおおたびょういん）は広島県山県郡安芸太田町にある医療機関である。

## 診療科
出典
- 内科
- 外科
- 整形外科
- 精神科
- 皮膚科
- 耳鼻咽喉科
- 眼科
- 脳神経外科
- リハビリテーション科
- 婦人科
- 泌尿器科
- 麻酔科

## 医療機関認定
出典
| 広島県地域がん登録協力医療機関                                                      | 臨床研修病院指定施設                                                |
| 広島大学病院総合診療専門研修プログラム連携施設（総合診療専門研修1）                 | 県立広島病院総合診療専門研修プログラム連携施設（総合診療専門研修1） |
| 北部医療センター安佐市民病院総合診療専門研修プログラム連携施設（総合診療専門研修1） | 広島大学病院内科専門研修プログラム特別連携施設                      |
| 県立広島病院内科専門研修プログラム特別連携施設                                      | 北部医療センター安佐市民病院内科専門研修プログラム特別連携施設      |
| 臨床研修協力施設                                                                    | へき地医療拠点病院                                                  |
| 救急告示病院                                                                        |                                                                     |

## 交通アクセス
出典
- 広島電鉄三段峡線「安芸太田病院」下車徒歩2分
- 三段峡交通病院線「病院玄関前」下車徒歩1分
- 加計交通寺領線・坂原線「病院玄関前」下車徒歩1分
- 総合企画バス芸北線「病院玄関前」下車徒歩1分
- 自動車で中国自動車道「戸河内IC」をおりて右折後5分